# Колотильщикова, Татьяна Серафимовна
Татьяна Серафимовна Колотильщикова (1937 — 2016) — советская артистка балета и педагог.
Заслуженная артистка РСФСР (1968), лауреат Всемирного фестиваля молодежи и студентов (1957, Москва), лауреат Всесоюзного конкурса артистов балета (1957).

## Биография
Родилась 11 апреля 1937 года в городе Горький, ныне Нижний Новгород.
По окончании Пермского государственного хореографического училища, где она была ученицей К. Есауловой и Е. Генденрейх, в 1957—1961 годах была артисткой Новосибирского театра оперы и балета (здесь танцевала вместе с Виталием Дубровиным). В 1961—1969 годах — солистка Пермского театра оперы и балета им. П. И. Чайковского. Затем работала в Свердловском театре оперы и балета (1969—1971 годы, артистка), Ленинградском театре музыкальной комедии (1972—1978 годы, солистка балета), Ленинградской областной филармонии (1978—1979 годы, руководитель балета), Ленинградском театре современного балета под руководством Б. Эйфмана (1980—1984 годы, педагог-репетитор), Ленинградском ансамбле балета на льду (1984—1994 годы, хореограф).
В 1995—2001 годах Татьяна Колотильщикова была педагогом школы Королевского балета в Лондоне. В 2004—2006 годах — педагог характерного танца Пермского хореографического училища.
Умерла 17 марта 2016 года в Перми, где и похоронена. Отпевание Т. С. Колотильщиковой прошло в церкви Иконы Казанской Божьей Матери.